# Göynük
Göynük est une ville et un district de la province de Bolu dans la région de la mer Noire en Turquie.

## Géographie
Göynük est une région de Turquie.